# Abdoulaye Thera
Abdoulaye Thera (ur. 4 października 1955) – malijski judoka. Olimpijczyk z Moskwy 1980, gdzie zajął dziewiętnaste miejsce w wadze półlekkiej.

## Letnie Igrzyska Olimpijskie 1980
| Konkurencja | Eliminacje                  | Klas. końcowa |
| Konkurencja | Przeciwnik 1                | Miejsce       |
| ----------- | --------------------------- | ------------- |
| 65 kg       | José António Branco (POR) P | 19.           |